# Georg Friedrich Daumer

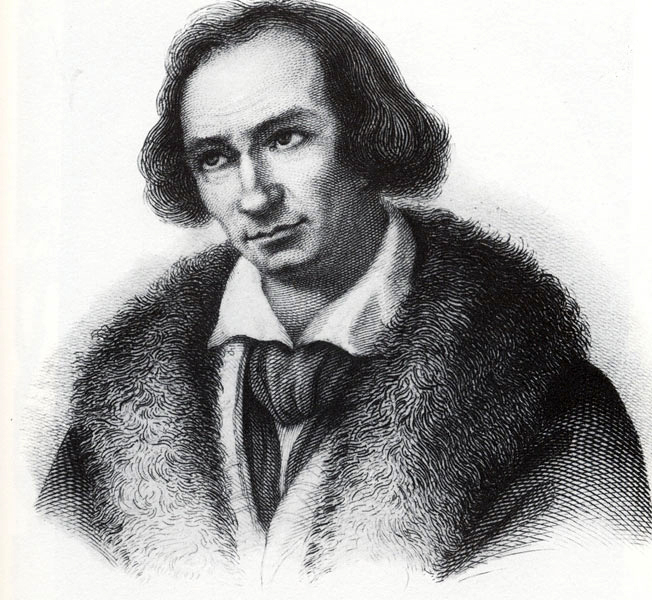
Georg Friedrich Daumer

Georg Friedrich Daumer (* 5. März 1800 in Nürnberg; † 13. Dezember 1875 in Würzburg, Pseudonyme: Dr. Amadeus Ottokar, Eusebius Emmeran) war ein deutscher Religionsphilosoph und Lyriker. Bekannt wurde er auch als Erzieher von Kaspar Hauser.

## Biografie
Georg Friedrich Daumer war der Sohn eines Nürnberger Kürschnermeisters. Er besuchte das Aegidianum oder Egidiengymnasium  in Nürnberg, wo Georg Wilhelm Friedrich Hegel damals Rektor war. Seit 1933 heißt es  Melanchthon-Gymnasium.
Nach seinem Schulabschluss begann er 1817 ein Studium der Theologie an der Universität Erlangen. Während seines Studiums wurde er in Erlangen im Winter-Semester 1817/18 Mitglied der Burschenschaft der Bubenreuther. In Erlangen schloss er sich einem pietistischen Studentenzirkel an, dessen asketisches Selbstverständnis Daumer für den Rest seines Lebens prägte: Ein Kommilitone starb an einer Selbstkastration, ein anderer verfiel dem Wahnsinn, in einer parallel dazu agierenden Gemeinschaft kam es zu einem Selbstmord, ein beamteter Theologe wurde wegen eines Sittlichkeitsdeliktes aus dem Amt entfernt. Daumer selbst versuchte, durch neuntägiges Fasten seinem Leben ein Ende zu machen. Der Philosoph Ludwig Feuerbach, einer der wenigen Freunde, die er besaß, bezeichnete die Erlanger Studentengemeinschaft damals als pietistische Mistpfütze. Daumers Predigt-Konzepte wurden von seinen Professoren als zu rationalistisch oder zu mystisch kritisiert. Schließlich brach er das Studium ab und wechselte nach Leipzig zum Fach Philologie.
Nach Beendigung seines Philologiestudiums wurde Daumer 1822 Lehrer an der Lateinschule und bald darauf 1823 Professor an seinem ehemaligen Gymnasium in Nürnberg. Konflikte mit seinem Rektor, anhaltende Kränklichkeit und Augenleiden zwangen ihn jedoch schon 1828 zu vorläufiger und 1830 zu endgültiger Pensionierung.
Im Juli 1828 wurde Daumer vom Nürnberger Rat mit der Erziehung des Findlings Kaspar Hauser betraut, den er in seine Wohnung aufnahm. Nachdem Hauser dort im Oktober 1829 angeblich Opfer eines Attentats geworden war, schien seine Sicherheit bei Daumer, dessen Gesundheit sich weiter verschlechtert hatte, nicht mehr gewährleistet. Kaspar Hauser wurde bei der Kaufmannsfamilie Biberbach untergebracht. In den folgenden Jahren verfasste Daumer insgesamt vier Publikationen über Hausers mysteriöse Herkunft und über seine Entwicklung.
1834 heiratete Daumer Marie Friederike Rose, die Schwester von Heinrich Rose, dem Rektor der Nürnberger Gewerbeschule. Die Ehe gestaltete sich durch Geldmangel, schlechte Küche und Eifersucht sehr schwierig. Das Ehepaar lebte öfter getrennt.
1840 gründete Daumer mit seinem Schwager den 1. Deutschen Tierschutzverein. Sie erhielten eine briefliche Beifallskundgebung von König Ludwig I. von Bayern.
1844 wurde die Tochter Ottilie geboren.
1856 zog Daumer mit der Familie nach Frankfurt am Main und 1860 nach Würzburg. Er wirkte dort als Privatgelehrter und bestritt seinen Lebensunterhalt mit einer kleinen Pension, geringen Einnahmen aus seinen Schriften und mit finanzieller Unterstützung seiner Brüder.
Am 15. August 1858 trat Daumer zum Katholizismus über.
Im November 1874 erlitt Daumer einen Schlaganfall. Gottlieb von Tucher, Nürnberg und die Herzogin Marie von Hamilton unterstützten ihn finanziell.
Am 13. Dezember 1875 starb Georg Friedrich Daumer in Würzburg.
Auf seinem Grabstein in Würzburg stehen die Worte
Qui quondam Saulus
Pauli vestigia pressit
(„Der einmal als Saulus die Spur des Paulus betrat“).

## Werk

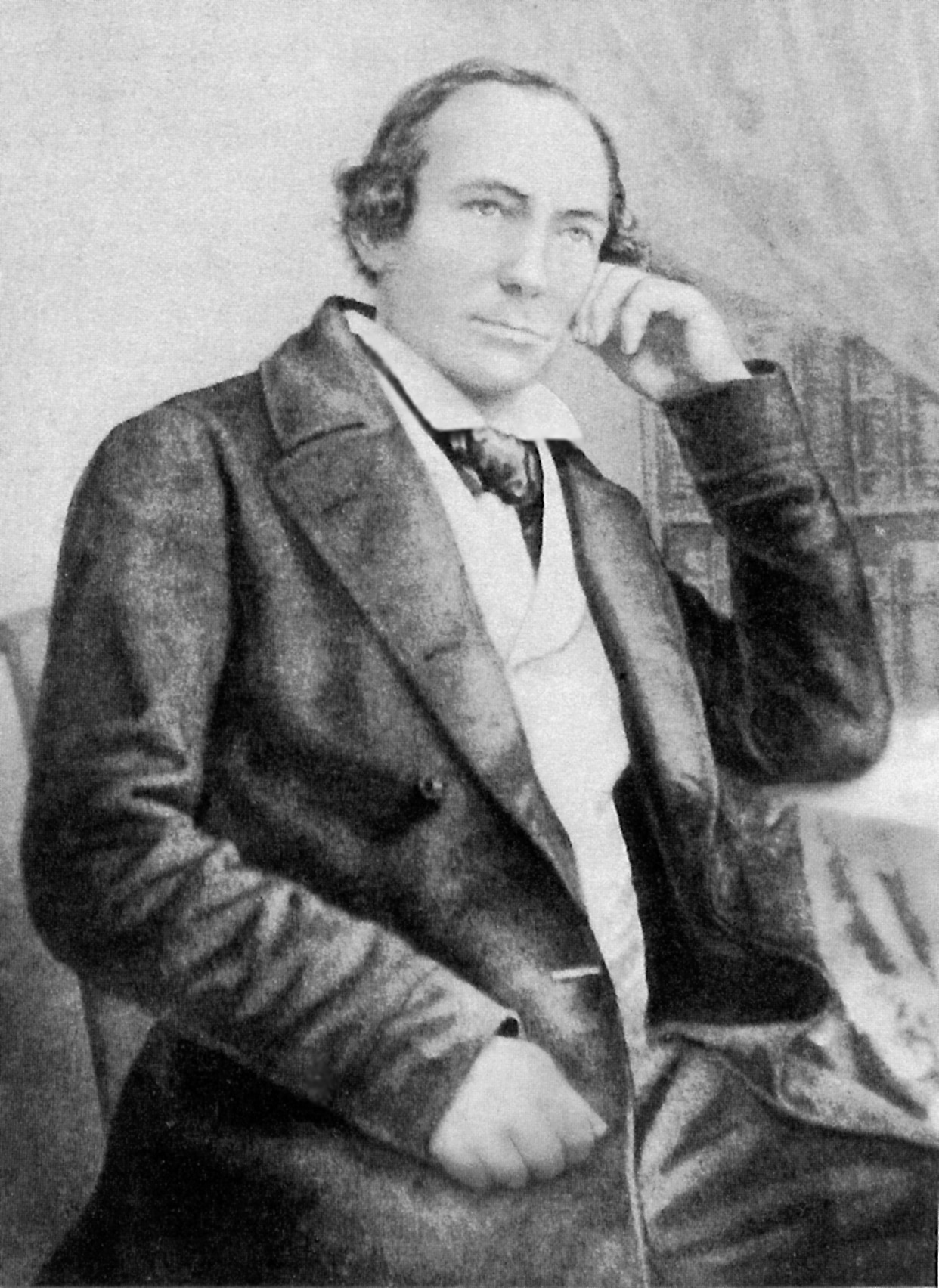
Georg Friedrich Daumer

### Religionsphilosophie
Aufgrund seiner Erlanger Erfahrungen entwickelte sich Daumer zu einem scharfen Kritiker des protestantischen Christentums, insbesondere des Pietismus.
Seine frühen Werke basieren auf den Einflüssen von Georg Wilhelm Friedrich Hegel, Friedrich Wilhelm Joseph Schelling, Franz von Baader und Jakob Böhme und weisen romantisch-theosophischen Charakter auf.
Mit der 1832 erschienenen Schrift Ist die Cholera Morbus ein Strafgericht Gottes? griff er erstmals das Christentum offen an. Er warf darin den Predigern, die in der damals grassierenden Cholera-Epidemie eine Strafe Gottes sahen, alttestamentliches Denken vor.
Mit der Schrift Der Feuer- und Molochdienst der alten Hebräer, die 1842 veröffentlicht wurde, versuchte er nachzuweisen, dass die ursprüngliche Religion der alten Hebräer der Molochdienst gewesen sei, der sich erst später zu humaneren Formen gewendet habe und noch in dem alten Jahwe-Bild fortlebe. Seine Ansichten kulminierten in dem Satz Jehova und Moloch waren ursprünglich ganz ein und derselbe Gott. Im selben Jahr 1842 publizierte in Nürnberg sein Freund Friedrich Wilhelm Ghillany eine ebenso unwissenschaftliche wie judenfeindliche Schrift.
Daumers Hauptwerk Die Geheimnisse des christlichen Alterthums erschien 1847 und ist seine Generalabrechnung mit dem Christentum. Er behauptete, die Christen hätten bis weit über die Frühzeit hinaus Kinderopfer dargebracht, entsprechend deutete er das Jesus-Wort Lasset die Kindlein zu mir kommen um. Im Gegensatz zum gleichermaßen christentumsfeindlichen Philosophen Friedrich Nietzsche nahm er von seiner Kritik auch die Person Jesu nicht aus. Die grundlegende These seines Werkes war, dass das christliche Altertum im Wesentlichen Molochdienst mit jahrhundertelang fortgesetzter kultischer Anthropophagie sei.
Trotz alledem war Daumer kein Atheist. Seine romantisch geprägte Weltanschauung beschrieb er als Theistischen Naturalismus oder seltener als Theistischen Materialismus. Sein 1841 unter Pseudonym veröffentlichtes Werk Die Glorie der heiligen Jungfrau Maria zeigt den philosophischen Widerspruch, in den er sich verwickelt hatte. Das Werk führte zum Ende der engen Freundschaft mit Ludwig Feuerbach. Scharfe Zurückweisung erntet er 1850 von Karl Marx, der bis dahin ebenfalls ein Parteigänger Daumers war. Ursache für Marx’ Abkehr war Daumers Werk Die Religion des neuen Weltalters. Versuch einer combinatorisch-aphoristischen Grundhaltung. Marx sah in dieser Schrift eine „blöde Bauernidylle“, die „durch modernen Ackerbau und moderne Maschinen umgewühlt“ werden sollte.
Während er sich in den 1850er Jahren hauptsächlich der Lyrik zuwandte, ist sein Schaffen durch eine „starke innere Anlehnung an den Islam und kurzfristig auch an das Judentum geprägt“. Doch zur großen Überraschung seiner Zeitgenossen konvertierte er 1859 an Mariä Himmelfahrt im Mainzer Dom zum Katholizismus. In seinen im gleichen Jahr erschienenen Bekehrungsschriften Meine Conversion und Die dreifache Krone Roms erklärte er seinen Schritt mit der Verzweiflung an sich selbst und seinen Mitmenschen bzw. der Zeit im Allgemeinen. Laut diesem Bekenntnis war der Auslöser für seine Konversion die Lektüre eines Werkes von Charles Nodier, eines französischen Romantikers, nach dessen Überzeugung der Mensch von einem höheren Wesen abgelöst werden würde, dessen Existenz nicht nur vorübergehend, sondern von Dauer sein würde – einem Engel der Zukunft. Daumer glaubte in diesem Wesen Christus zu erkennen.
Obwohl die katholische Kirche seine Bekehrung mit Genugtuung begrüßte, distanzierte sie sich von Daumer. Katholische Verlage wollten seine neuen Schriften nicht veröffentlichen. Daumer hatte eine Wandlung der Kirche in eine sich reformierende religiöse Gemeinschaft erwartet. Stattdessen sorgte der Syllabus von 1864 mit seinem Verzeichnis der von der Kurie verdammten Irrtümer und Weltanschauungen – der nur von den ultrarechten Klerikern begrüßt wurde – und 1870 die Verkündung der Unfehlbarkeit des Papstes durch das Vatikanische Konzil unter Pius IX. für Ernüchterung.
Seine letzten Lebensjahre verbrachte Daumer mit okkultistischen Forschungen zu parapsychologischen Phänomenen.

### Lyrik
Als Lyriker trat Daumer vor allem mit Liebesgedichten und mit Übersetzungen orientalischer Gedichte (u. a. von Hafis) hervor. Neben Friedrich Rückert und August Graf von Platen gehört er zu den bedeutendsten Dichtern in der arabisch-persischen Gedichtform des Ghasels. Seine drei morgenländischen Gedichtsammlungen gehören nach Thomas Bauer zu den gelungensten Beispielen einer „neugierig-aufgeschlossenen“ Orientrezeption. Über 50 seiner Gedichte und Übersetzungen wurden von Johannes Brahms vertont, wodurch sie bis heute bekannt geblieben sind, insbesondere die Liebeslieder-Walzer auf Texte aus Daumers Polydora.

## Veröffentlichungen

### Religionsphilosophische Schriften
- Über den Gang und die Fortschritte unserer geistigen Entwicklung seit der Reformation und über ihren Standpunkt in der gegenwärtigen Zeit. Riegel & Mießner, Nürnberg 1826. 32 S. (Digitalisat)
- Urgeschichte des Menschengeistes. Fragment eines Systems speculativer Theologie mit besonderer Beziehung auf die Schelling'sche Lehre von dem Grunde in Gott. Reimer, Berlin 1827. (Digitalisat)
- Andeutung eines Systems speculativer Philosophie. Campe, Nürnberg 1831. (Digitalisat)
- Ist die Cholera Morbus ein Strafgericht Gottes? Sendschreiben an Herrn Pfarrer Kindler zu Nürnberg. Müller, Leipzig 1832.
- Philosophie, Religion und Alterthum. Campe, Nürnberg 1833. (Digitalisat)
- Über die Entwendung ägyptischen Eigenthums beim Auszug der Israeliten aus Ägypten. Campe, Nürnberg 1833. (Digitalisat)
- Polemische Blätter betreffend Christenthum, Bibelglauben und Theologie. Eine Schrift für gebildete Leser aller Stände. Campe, Nürnberg 1834. (Digitalisat)
- Züge zu einer neuen Philosophie der Religion und Religionsgeschichte vornehmlich in Beziehung auf die christlichen Ideen der göttlichen Dreieinigkeit, der vorweltlichen Zeugung des Sohnes, des kakodämonischen Princips, des Abfalls von Gott, der Weltschöpfung, der Menschwerdung Gottes, der Erlösung und Versöhnung, des Leidens, Todes, der Auferstehung und Verklärung des Sohnes, des Ausgangs des heil. Geistes von demselben, der Wiederkunft Christi zum tausendjährigen Reich, des Fegefeuers, der Hölle und des Himmels, des jüngsten Tages und Gerichtes und der zukünftigen höheren Welt und auf das Vorhandengewesenseyn und die Symbolik dieser Idee in den Religionen des vorchristlichen Alterthums. Schneider & Weigel, Nürnberg 1835. (Digitalisat)
- Entdeckung eines Complots wider Religion und Christenthum. Gemacht durch Eschenmayer's Schrift ‘Conflict zwischen Himmel und Hölle an dem Dämon eines besessenen Mädchens beobachtet’, 1837 (unter dem Pseudonym Amadeus Ottokar)
- Anti-Satan. Sendschreiben an Professor Eschenmayer betreffend dessen Entgegnung auf die Schrift ‘Entdeckung eines Complots wider Religion und Christenthum’. Baauer & Raspe, Nürnberg 1838. (Digitalisat) (unter dem Pseudonym Amadeus Ottokar)
- Sabbath, Moloch und Tabu. Eine historisch theologische Andeutung mit Rücksicht auf die neuesten Auffassungen der christlichen Sonntagsfeiern. Bauer & Raspe, Nürnberg 1839.
- Der Feuer- und Molochdienst der alten Hebräer als urväterlicher, legaler, orthodoxer Cultus der Nation historisch-kritisch nachgewiesen. Druck und Verlag von Fr. Otto, Braunschweig 1842. (Digitalisat)
- Der Anthropologismus und Kriticismus der Gegenwart in der Reife seiner Selbstoffenbarung nebst Ideen zur Begründung einer neuen Entwicklung in Religion und Theologie. Bauer & Raspe, Nürnberg 1844. (Digitalisat)
- Die Stimme der Wahrheit in den religiösen und confessionellen Kämpfen der Gegenwart. Bauer & Raspe, Nürnberg 1845. (Digitalisat)
- Die Geheimnisse des christlichen Alterthums. Hoffman & Campe, Hamburg 1847. (Digitalisat)
- Die Religion des neuen Weltalters. Versuch einer combinatorisch-aphoristischen Grundlage. Hoffmann & Campe, Hamburg 1850. (Digitalisat Band 1), (Band 2), (Band 3)
- Die dreifache Krone Rom's. Versuch einer neuen Beleuchtung und Charakterisierung des römisch-katholischen Priester- und Kirchenthums, namentlich was dessen elementare und principielle Inhaltsbestimmungen und deren vorläufige Begründung und Erscheinung in vorchristlicher Zeit und Welt betrifft. Aschendorff, Münster 1859.  (Digitalisat und Volltext im Deutschen Textarchiv)
- Meine Conversion. Ein Stück Seelen- und Zeitgeschichte. Kirchheim Mainz 1859. (Digitalisat)
- Aus der Mansarde. Streitschriften, Kritiken, Studien und Gedichte. Eine Zeitschrift in zwanglosen Heften. Kirchheim Mainz 1860–1862. (Digitalisat)
- Blumen und Früchte aus dem Garten christlicher Weltanschauung und Lebensentwicklung. Kirchheim Mainz 1863. (Digitalisat)
- Christina mirabilis, das Wundergeschöpf des 12. Jahrhunderts, und der heilige Joseph von Copertino, der Wundermann des 17. Jahrhunderts, als vorläufige Repräsentanten einer neuen, künftigen MenschengattungJunfermann, Paderborn 1864. (Digitalisat)
- Das Christenthum und sein Urheber. Mit Beziehung auf Renan, Schenkel, Strauss, Bauer, Feuerbach, Ruge, Stirner und die gesammte moderne Negation. Kirchheim, Mainz 1864. (Digitalisat)
- Aphorismen über Tod und Unsterblichkeit, 1865
- Das Geisterreich in Glauben, Vorstellung, Sage und Wirklichkeit. Türk, Dresden 1867. (Digitalisat Band 1), (Band 2)
- Das Reich des Wundersamen und Geheimnisvollen. Thatsache und Theorie. Mit Veröffentlichung vieler noch unbekannter, aus zuverlässigen Quellen geschöpfter und mit namhaft gemachten Autoritäten versehner Erscheinungen und Beobachtungen. Coppenrath, Regensburg 1872. (Digitalisat)
- Das Wunder. Seine Bedeutung, Wahrheit und Notwendigkeit, den Herren Strauss, Frohschammer, Lang, Renan, Reinkens etc. gegenüber ins Licht gesetzt. Nebst thatsächlichen Belegen aus Geschichte und Überlieferung. Coppenrath, Regensburg 1874. (Digitalisat)

- Max Stirner. Die Entwicklung der deutschen Philosophie nach Hegel als altadamischer Selbstbejahungs- und Selbstenthüllungsprozeß. Verlag Max-Stirner-Archiv, Leipzig 1999 ISBN 3-933287-28-6 (Nachdruck eines Kapitels aus Das Christenthum und sein Urheber, 1864)

### Dichtungen
- Bettina. Gedichte aus Goethes Briefwechsel mit einem Kinde. 1837.
- Die Glorie der heiligen Jungfrau Maria. Legenden und Gedichte nach spanischen, italienischen, lateinischen und deutschen Relationen und Originalpoesieen. 1841. (Unter dem Pseudonym Eusebius Emmeran)
- Hafis. Eine Sammlung persischer Gedichte. Nebst poetischen Zugaben aus verschiedenen Völkern und Ländern. Hoffmann & Campe, Hamburg 1846. (Digitalisat)
- Mahomed und sein Werk. Eine Sammlung orientalischer Gedichte. Hoffmann & Campe, Hamburg 1848. (Digitalisat)
- Frauenbilder und Huldigungen. Wigand, Leipzig 1853. (Digitalisat Band 1), (Band 2), (Band 3)
- Polydora. Ein weltpoetisches Liederbuch. Literarische Anstalt, Frankfurt am Main 1855. (Digitalisat Band 1), (Band 2)
- Marianische Legenden und Gedichte, größtenteils nach alten lateinischen, italienischen, spanischen, französischen und deutschen Darstellungen u. Original-Poesien. Aschendorff, Münster 1859. (Digitalisat)
- Schöne Seelen. Ein Legenden- und Novellensträußchen. Kirchheim, Mainz 1862. (Digitalisat)

### Sonstige Schriften
- Mittheilungen über Kaspar Hauser. Haubenstricker, Nürnberg 1832 (Nachdruck: Geering, Dornach 1983, ISBN 3-7235-0359-4) (Digitalisat Heft 1 Heft 2).
- Über Thierquälerei und Thiermißhandlungen. Ein Gespräch, herausgegeben und vertheilt durch den Nürnberger Verein zur Verhütung der Thierquälerei. 1840 (anonym erschienen).
- Enthüllungen über Kaspar Hauser. Meidinger Sohn & Comp., Frankfurt am Main 1859 (Nachdruck: Kaspar-Hauser-Verlag, Offenbach am Main, ISBN 3-9806417-7-5) (Digitalisat).
- Kaspar Hauser. Sein Wesen, seine Unschuld. Coppenrath, Regensburg 1873 (Nachdruck: Geering, Dornach 1984, ISBN 3-7235-0387-X) (Digitalisat).

## Sekundärliteratur
- Friedrich Wilhelm Bautz: Daumer, Georg Friedrich. In: Biographisch-Bibliographisches Kirchenlexikon (BBKL). Band 1, Bautz, Hamm 1975. 2., unveränderte Auflage. Hamm 1990, ISBN 3-88309-013-1, Sp. 1231–1232 (Artikel/Artikelanfang im Internet-Archive).
- Michael Birkenbihl: Georg Friedrich Daumer. Beiträge zur Geschichte seines Lebens und seiner westöstlichen Dichtungen. Dissertation. München 1902.
- Hans Effelberger: Georg Friedrich Daumer und die westöstliche Dichtung. Dissertation. Marburg 1923.
- Adalbert Elschenbroich: Daumer, Georg Friedrich.. In: Neue Deutsche Biographie (NDB). Band 3, Duncker & Humblot, Berlin 1957, ISBN 3-428-00184-2, S. 527 f. (Digitalisat).
- Wilhelm Kunze: Georg Friedrich Daumer und die Fortführung der Reformation. Nürnberg 1933.
- Agnes Kühne: Der Religionsphilosoph Georg Friedrich Daumer. Wege und Wirkungen seiner Entwicklung. Dissertation. Berlin 1936.
- Wilhelm Eckmann: Georg Friedrich Daumer und die Gestalt seiner Madonna. Dissertation. München 1954.
- Gerd-Klaus Kaltenbrunner: [Georg Friedrich Daumer]. In: ders. (Hg.): Antichristliche Konservative. Religionskritik von rechts. Herder, Freiburg/Br. 1982, S. 54–63.
- Karlhans Kluncker: Georg Friedrich Daumer. Leben und Werk. Bonn 1984, ISBN 3-416-01793-5
- Veit Valentin: Daumer, Georg Friedrich. In: Allgemeine Deutsche Biographie (ADB). Band 4, Duncker & Humblot, Leipzig 1876, S. 771–775.